# Gyrinus sachalinensis
Gyrinus sachalinensis is een keversoort uit de familie van schrijvertjes (Gyrinidae). De wetenschappelijke naam van de soort is voor het eerst geldig gepubliceerd in 1936 door Kamiya.